# M. Shahinoor Rahman
M. Shahinoor Rahman es escritor, autor, columnista, académico, folclorista, cantante y editor en Bangladés. Es el profesor más antiguo de grado 1 de selección en el Departamento de Inglés y ex vicerrector adjunto de la Universidad Islámica de Bangladés. Se desempeñó como vicerrector adjunto del 20 de febrero de 2013 al 22 de febrero de 2021.

## Temprana edad y educación
El Dr. Rahman nació en Kushtia, pero se crio en Dhaka y Khulna. Su padre Md. Abdur Rahman es un luchador por la libertad y su madre es difunta Dilara Rahman Jyotsna.

### Libros
- 1991 Dhutara Fule: Una colección de poemas (en bengalí), publicado por Shahitya Parishad, Khulna.[3]
- 1996 Literatura inglesa: perspectiva y crítica (en bengalí), publicado por Open Studies, Dhaka.[3]
- 1999 Poeta bengalí Fakir Lalon Shah: poesía oral y tradición en el contexto social del Bangladesh contemporáneo (Tesis doctoral) publicado por la Universidad de Indiana OCLC 46450219
- 2003 Una colección de ensayos literarios (en Inglés), publicado por la Asociación de Escritores de Bangladés.
- 2019 Práctica en Trabajo Social y Desarrollo Social, Publicado por el Centro de Investigación y Conocimiento y Desarrollo de Recursos Humanos, Universidad Real de Dhaka
- 2021 El sueño de Bangabandhu y el éxito de Sheikh Hasina.[4]
- 2021 Bangabandhu and Sheikh Hasina: The Role Models of World Leadership.[4]